# Flor Van den Eynden
Flor Van den Eynden (Herentals, 29 juli 2000) is een Belgisch voetballer die als verdediger speelt. Hij verruilde in 2022 KV Mechelen voor Helmond Sport.

## Carrière
Flor Van den Eynden speelde in de jeugd van KFC Lille, KVC Westerlo, KFCO Beerschot Wilrijk, KV Mechelen en het Italiaanse Internazionale. In 2019 vertrok hij transfervrij naar FC Eindhoven, waar hij een contract voor twee jaar tekende. Hij debuteerde voor Eindhoven op 27 september 2019, in de met 4-1 gewonnen thuiswedstrijd tegen Telstar. Hij kwam in de 88e minuut in het veld voor Samy Bourard. Hij scoorde zijn eerste doelpunt voor Eindhoven in de met 0-4 gewonnen bekerwedstrijd tegen Rijnsburgse Boys. Na twee seizoenen liep zijn contract bij Eindhoven af. Hierna was hij op proef bij Lierse Kempenzonen en Lommel SK, maar dit leverde geen contract op. In het seizoen 2021-2022 speelde hij bij de U21 van KV Mechelen, hierbij speelde hij ook als centrale verdediger. Hier speelde hij soms samen met zijn jongere broer, Bas.
In mei 2022 tekende Van den Eynden een contract voor twee seizoenen bij Helmond Sport. Hij debuteerde op 5 augustus 2022 tegen NAC Breda (0-1). Hij was lang een vaste waarde in de ploeg, tot hij op 1 maart 2024 zwaar geblesserd raakte tegen VVV-Venlo (1-1). Op 26 januari 2025, tegen Jong AZ (2-1), maakte hij zijn rentree.

## Statistieken
| Seizoen                     | Club           | Competitie     | Competitie | Competitie | Beker | Beker | Totaal | Totaal |
| Seizoen                     | Club           | Competitie     | Wed.       | Dlp.       | Wed.  | Dlp.  | Wed.   | Dlp.   |
| --------------------------- | -------------- | -------------- | ---------- | ---------- | ----- | ----- | ------ | ------ |
| 2019/20                     | FC Eindhoven   | Eerste divisie | 14         | 0          | 2     | 1     | 16     | 1      |
| 2020/21                     | FC Eindhoven   | Eerste divisie | 8          | 1          | 0     | 0     | 8      | 1      |
| 2021/22                     | KV Mechelen    | U21            | 0          | 0          | 0     | 0     | 0      | 0      |
| 2022/23                     | Helmond Sport  | Eerste divisie | 35         | 0          | 1     | 0     | 36     | 0      |
| 2023/24                     | Helmond Sport  | Eerste divisie | 27         | 0          | 1     | 0     | 28     | 0      |
| 2024/25                     | Helmond Sport  | Eerste divisie | 2          | 0          | 0     | 0     | 2      | 0      |
| Carrièretotaal              | Carrièretotaal | Carrièretotaal | 86         | 1          | 4     | 1     | 90     | 2      |
| Bijgewerkt op 14 april 2025 |                |                |            |            |       |       |        |        |